# Thom Latimer
Pour les articles homonymes, voir Latimer et Bram (homonymie).
Thomas Raymond Latimer (né le 6 août 1986 à Harrogate) est un catcheur (lutteur professionnel) britannique. Il est l'actuel champion du monde poids lourds de la NWA.
Il commence sa carrière de catcheur en Grande-Bretagne avant de signer un contrat avec la World Wrestling Entertainment (WWE) en 2010. Il travaille ensuite à la Total Nonstop Action Wrestling sous le nom de Bram.

## Jeunesse et début en Angleterre
Latimer devient fan de catch après avoir vu les vidéos de WrestleMania VIII et du King of the Ring 1998.
Il commence à travailler comme arbitre de catch en 2002 dans une petite fédération de catch de Birmingham avant de devenir catcheur,. Il s'entraîne d'abord tout seul avant d'aller dans une école dirigée de Dave Kaye. En 2005, Kaye parle de Latimer à Fit Finlay, un des catcheurs de la World Wrestling Entertainment. Il obtient un essai durant l'enregistrement de WWE Heat du 27 novembre sous le nom de Brandon T. Ce jour-là il fait équipe avec Chris Chaos et ils perdent leur match face à Tyson Tomko et Snitsky.

## Carrière

### World Wrestling Entertainment (2010-2012)

#### Florida Championship Wrestling (2011-2012)
Latimer signe un contrat avec la World Wrestling Entertainment (WWE) fin 2010 et il rejoint la Florida Championship Wrestling (FCW), le club-école de la WWE, où il lutte sous le nom de Kenneth Cameron. 
Il fait son premier combat à la FCW le 20 janvier 2011 où il fait équipe avec Monty Lynch et perdent face à Damien Sandow et Titus O'Neil. Il fait son premier match télévisé le 27 mars où il est vaincu par Brodus Clay. En septembre, il s'allie avec Ricardo Rodriguez, Raquel Diaz, Conor O’Brian et Tito Colón et forment The Ascension.

#### WWE NXT et renvoi (2012)
Il fait ses débuts à NXT le 20 juin en battant CJ Parker & Mike Dalton avec Conor O'Brian.
Il est renvoyé de la WWE le 30 novembre 2012.

### Circuit indépendant (2013-?)
Il fait ses débuts le 9 février à la FUW en perdent contre Tommy Taylor.
Le 20 décembre 2014, Bram Bat Valkabious pour remporter le EPW World Heavyweight Championship.
Le 28 mars 2015, il fait ses débuts à la Insane Championship Wrestling et rejoint le groupe The 55.

### Insane Championship Wrestling (2015-?)
Lors de	ICW Shug's Weekender - Definitely Maybe, lui, Drew Galloway et Jack Jester battent « Big Damo », Grado et Joe Coffey.

### Pro Wrestling Noah (2017)

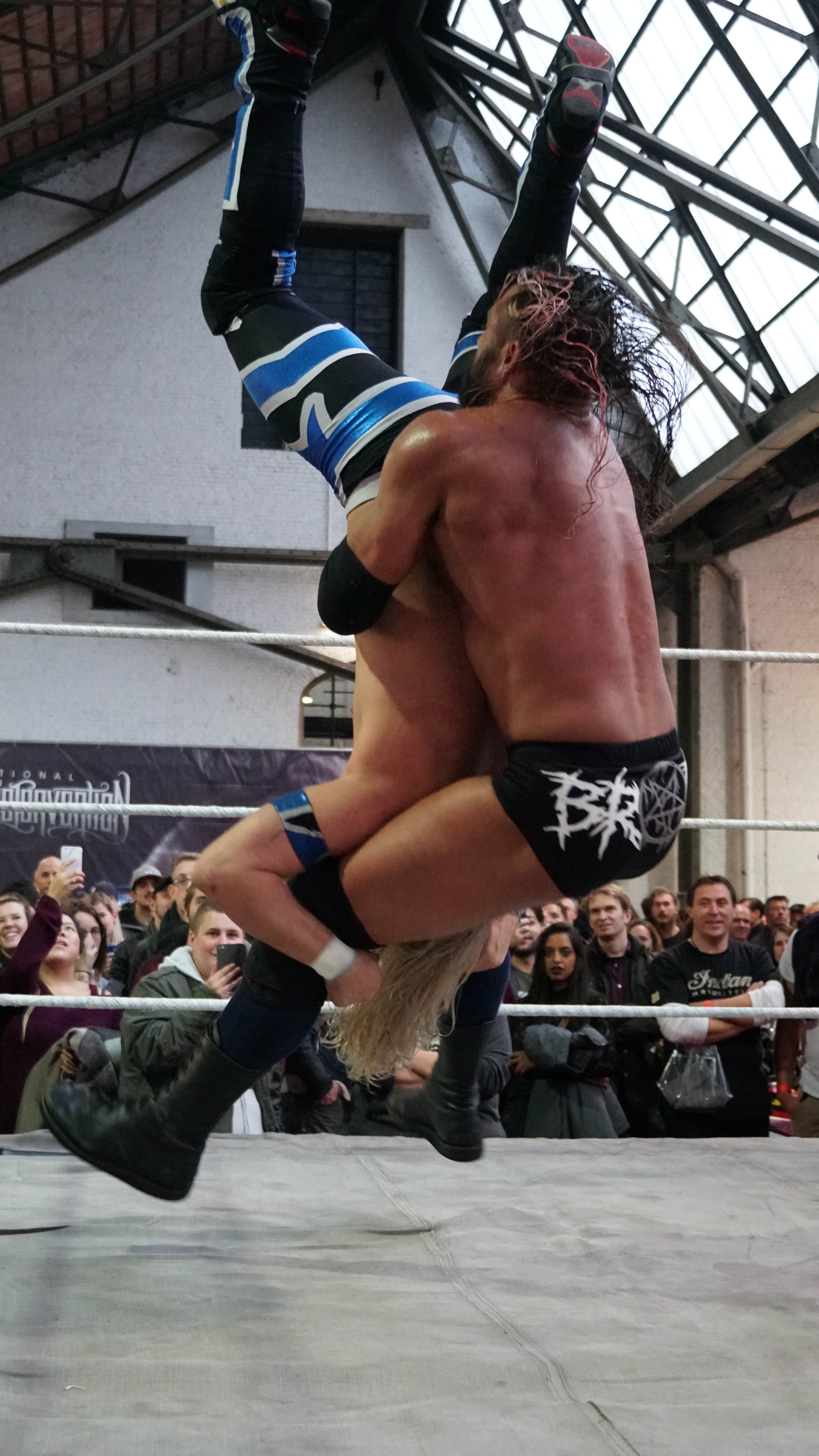
Lattimer portant le Dante's Inferno sur Glen Alexander lors d'un show indépendant en 2017.

Le 25 mars 2017, il est annoncé que lui et Robbie E feront leurs débuts à la Pro Wrestling Noah en tant que participant du Global Tag League 2017.

### Total Nonstop Action Wrestling (2014-2017)
Le 11 avril 2014 Cameron a eu un essai avec la TNA avant One Night Only: X-travaganza II.

#### Début et Alliance avec Magnus (2014-2015)
Bram fait ses débuts le 1 mai à Impact Wrestling, en discutant avec Magnus.

#### Retour en solo (2015-2016)
Lors de Destination X 2015, il bat Crimson.
Lors de Impact Wrestling du 26 avril 2016, il bat Eric Young et remporte le TNA King Of The Mountain Championship. Le 31 mai, il perd son titre contre Eli Drake.

#### Retour, Heel-Turn, Death Count Council et départ (2016-2017)
Pendant des semaines à la TNA, plusieurs vignettes sont diffusés montrant trois hommes en costumes et pourtant des masques blancs, promettant d'amener le chaos à la TNA. Ce clan se fait appeler DCC (Death Count Council)

### National Wrestling Alliance (2019-...)
Le 27 avril, lui et Royce Isaacs remportent une Tag Team Battle Royal et se qualifient pour la Crockett Cup 2019 où ils battent lors du premier tour War Kings (Crimson et Jax Dane), Bandido et Flip Gordon en Semi-Final, mais perdent contre Villain Enterprises (Brody King et PCO) en finale et ne remportent pas le tournoi ainsi que les vacants NWA World Tag Team Championship. Lors de ROH/CMLL Global Wars Espectacular - Tag 2, ils battent Villain Enterprises et remportent les NWA World Tag Team Championship.
Le 31 août lors du show célébrant le 76e anniversaire de la NWA, il bat EC3 pour remporter le championnat du monde poids lourds de la NWA.

## Palmarès
- EPW American Wrestling
  - 1 fois EPW World Champion

- German Wrestling Federation
  - 1 fois GWF Battlefield (2018)

- National Wrestling Alliance
  - 1 fois NWA World Heavyweight Champion
  - 1 fois NWA National Heavyweight Champion
  - 1 fois NWA World Television Champion
  - 1 fois NWA World Tag Team Champion avec Royce Isaacs

- Preston City Wrestling
  - 1 fois PCW Tag Team Championship avec Sheikh El Sham (actuel)

- Pro Evolution Wrestling
  - 1 fois Pro Evolution Heavyweight Champion (actuel)

- Pro Wrestling Pride
  - 2 fois PWP Heavyweight Championship (actuel)[17]

- Total Nonstop Action Wrestling
  - 1 fois TNA King Of The Mountain Championship
  - Global Impact Tournament (2015) avec Team International (Magnus, The Great Muta, Tigre Uno, Drew Galloway, Rockstar Spud, Khoya, Sonjay Dutt et Angelina Love)
  - King of the Mountain (2016)
  - Race for the Case (2017 – Yellow Case)

## Récompenses des magazines
- Pro Wrestling Illustrated

| Année | 2012 | 2013       | 2014 | 2015 | 2016 | 2017 | 2018 à 2019 | 2020 | 2021 à 2022 | 2023 | 2024 |
| ----- | ---- | ---------- | ---- | ---- | ---- | ---- | ----------- | ---- | ----------- | ---- | ---- |
| Rang  | 308  | Non classé | 143  | 124  | 115  | 241  | Non classé  | 282  | Non classé  | 187  | 211  |